# David Otti
David Otti, né à une date inconnue et mort le 3 mars 2011, est un footballeur puis entraîneur ougandais de football.

## Biographie
International ougandais, il participe à la CAN 1962 (quatrième) et à la CAN 1968 (1er tour).
Il entame ensuite une carrière d'entraîneur entre l'Ouganda, la Somalie, le Kenya, et le Rwanda. Il est le sélectionneur de l'équipe d'Ouganda de 1973 à 1974.